# سيسيرانو
سيسيرانو (بالإيطالية: Ciserano)‏ هي كوموني (بلدية) تنتمي لمقاطعة بيرغامو في منطقة لومباردي الإيطالية، وتقع على بعد حوالي 35 كيلومتر (22 ميل) شمال شرق ميلانو وحوالي 14 كيلومتر (9 ميل) جنوب غرب بيرغامو. اعتبارًا من 31 ديسمبر 2004 بلغ عدد سكانها 5270 نسمة وتمتد على مساحة 5.2 كيلومتر مربع (2.0 ميل2).
تقع سيسيرانو على حدود بلديات آرسين وبولتيري وبونتيرولو نوفو وفيرديلينو وفيرديلو.

## الرياضات
يعتبر نادي اتحاد سيسيرانو الرياضي والذي تأسست عام 1951 ممثل المدينة في كرة القدم الإيطالية. وهو يلعب حاليًا في الدوري الإيطالي الدرجة الرابعة بعد الصعود من الدرجة الخامسة في موسم 2013-14. رئيس النادي الحالي هو زيتون فولييني والمدير الفني هو أوسكار ماجوني.
مركز النادي هو ملعب جياسينتو فاكشيتي في كولونيا آل سيريو. ألوان الفريق هي الأحمر والأزرق.

## وصلات خارجية
- الموقع الرسمي